# Wspólnota administracyjna Wemding
Wspólnota administracyjna Wemding – wspólnota administracyjna (niem. Verwaltungsgemeinschaft) w Niemczech, w kraju związkowym Bawaria, w rejencji Szwabia, w regionie Augsburg, w powiecie Donau-Ries. Siedziba wspólnoty znajduje się w mieście Wemding.
Wspólnota administracyjna zrzesza jedną gminę miejską (Stadt) oraz cztery gminy wiejskie (Gemeinde): 
- Fünfstetten, 1 327 mieszkańców, 26,72 km²
- Huisheim, 1 575 mieszkańców, 22,78 km²
- Otting, 761 mieszkańców, 13,40 km²
- Wemding, miasto, 5 721 mieszkańców, 31,69 km²
- Wolferstadt, 1 089 mieszkańców, 30,70 km²